# Orides Fontela
Orides de Lourdes Teixeira Fontela (São João da Boa Vista, 1940 — Campos do Jordão, 1998) foi uma poeta brasileira de tendência contemporânea.

## Biografia
Orides nasceu na cidade de São João da Boa Vista, em 1940. Publicou trabalhos no O Município, periódico de sua terra natal e no Suplemento Literário do jornal O Estado de S. Paulo. Formada pelo curso de Filosofia da Universidade de São Paulo. Foi premiada com o Jabuti de Poesia, em 1983, em função ao livro Alba, recebeu também o prêmio da Associação Paulista de Críticos de Arte, pelo livro Teia, em 1996. Em 2007 o Ministério da Cultura homenageou-a com a Ordem do Mérito Cultural, categoria Grã-Cruz. Maria Helena Teixeira de Oliveira, prima da poeta, foi quem recebeu a condecoração das mãos do Presidente da República, Luiz Inácio Lula da Silva. A cerimônia aconteceu no Palácio das Artes, na cidade de Belo Horizonte.
O mundo proporcionou à poeta momentos agudos de depressão e solidão, além de costumeiras dificuldades financeiras. Tanto que ela recebeu apoio dos amigos Antonio Candido, Davi Arrigucci Jr. e Marilena Chauí. Seu drama pessoal era traduzido além da página. O peso da realidade a conduziu várias vezes a tentativas de suicídio.
No final da vida, acabou sendo despejada de seu apartamento no centro da cidade e foi viver com sua amiga Gerda na Casa do Estudante Universitário, velho prédio na Avenida São João, região central de São Paulo, onde passou seus últimos anos. Era uma pessoa irritadiça e muitas vezes se meteu em encrencas, brigando com seus melhores amigos. Morreu em Campos de Jordão, aos 58 anos, no dia 2 de novembro de 1998, de insuficiência cardiopulmonar, provocada por uma tuberculose, na Fundação Sanatório São Paulo. Não fosse a ajuda de um médico da Fundação, que viu um livro juntamente com os objetos pessoais de Orides, a poeta poderia ter morrido como indigente.

## Obras
- Transposição (1969)
- Helianto (1973)
- Alba (1983)
- Rosácea (1986)
- Trevo (1969-1988)
- Teia (1996)
- Poesia Reunida (2006)
- Poesia completa (2015)

## Documentário
Dirigido por Ivan Marques, o documentário Orides: A um passo do pássaro, foi exibido pela TV Cultura no ano 2000. O documentário conta com diversos trechos de entrevistas feitas com a poeta na década de 1990, além de comentários de críticos, como Davi Arrigucci Júnior.

## Lançamento da Biografia
Em 2015 o jornalista e professor-doutor da Unb, Gustavo de Castro, publicou uma biografia da poeta intitulada O enigma Orides. A obra conta com 22 poemas inéditos descobertos pelo autor, que estavam sob a guarda de Silvio Rodrigues, amigo e ex-advogado da poeta.

## Memorial Orides Fontela
O ano de 2016 foi marcado com diversas homenagens à poeta na cidade em que nasceu, a partir de uma parceria entre a Academia de Letras de São João da Boa Vista, o Centro Universitário das Faculdades Associadas de Ensino e a Prefeitura Municipal. Dentre as homenagens, foi criado um memorial, na biblioteca da UNIFAE, com os prêmios, objetos pessoais e as cinzas da poeta.

## Direitos Autorais
Todos os direitos autorais estão detidos com os primos da poeta.

## Alguns poemas
- Esfinge
- Poemetos
- Viagem
- Fala[7]
- Prece[8]